# Gremjatschje (Kaliningrad)
Gremjatschje (russisch Гремячье, deutsch Groß Berschkallen, 1938–1945 Birken (Ostpr.), litauisch Beržkalnis) ist ein Ort in der russischen Oblast Kaliningrad. Er gehört zur kommunalen Selbstverwaltungseinheit Stadtkreis Tschernjachowsk im Rajon Tschernjachowsk. 

## Geographische Lage
Gremjatschje liegt elf Kilometer nordwestlich des Rajonzentrums Tschernjachowsk (Insterburg) an einer Nebenstraße, die von Salessje (Mehlauken, 1938–1946 Liebenfelde) an der russischen Fernstraße A 190 (ehemalige deutsche Reichsstraße 126) über Wyssokoje (Popelken, 1938–1946 Markthausen) nach Dowatorowka (Zwion, auch: Leipeningken, 1928–1946 Georgental) und weiter bis Majowka (Georgenburg) führt. Bis 1945 war Berschkallen Bahnstation an der von Kauschen (1938–1946: Horstenau) nach Wirbeln (russisch: Schaworonkowo) der Insterburger Kleinbahnen.

## Geschichte
Das seinerzeitige Perschkallen wurde vor 1614 gegründet. 1736 wurde es Kirchdorf und war zwischen 1874 und 1945 als Amtsdorf namensgebend für den dazugehörigen Amtsbezirk mit anfangs zwölf, später nur noch sechs kommunalen Einheiten. Der Amtsbezirk lag im Kreis Insterburg im Regierungsbezirk Gumbinnen der preußischen Provinz Ostpreußen. Im Jahre 1910 waren in Groß Berschkallen 500 Einwohner registriert.
Im Jahre 1929 wurden die Landgemeinde Grüneberg (russisch: Katschalow) und das Forsthaus Lindenbusch (beide nicht mehr existent) in die Landgemeinde Groß Berschkallen eingemeindet. Die Einwohnerzahl betrug 1933 dann 551 und belief sich – nach der 1939 erfolgten Eingemeindung von Snappen (1938–1946: Schnappen, russisch: Rodnikowo) und Klein Berschkallen (1938–1946: Kleinbirken, russisch: Kowylnoje, beide nicht mehr existent) – im Jahre 1939 auf 732.
Ab 3. Juni 1938 hieß Groß Berschkallen aus ideologisch-politischen Gründen „Birken (Ostpr.)“. 1945 wurde der Ort mit dem gesamten nördlichen Ostpreußen der Sowjetunion zugeordnet. Von 1945 bis 1947 hieß der Ort wie vorher „Groß Berschkallen“ (russisch Гросс Бершкаллен), bevor er dann den in Russland mehrfach vorkommenden Namen Gremjatschje erhielt. Gleichzeitig wurde der Ort Sitz eines Dorfsowjets im Rajon Tschernjachowsk. Nach der Auflösung dieses Dorfsowjets im Jahr 1954 gelangte Gremjatschje in den Dorfsowjet Majowski selski Sowet und 1997 in den Dorfbezirk Kamenski selski okrug. Von 2008 bis 2015 gehört der Ort zur Landgemeinde Kamenskoje selskoje posselenije und seither zum Stadtkreis Tschernjachowsk.

### Amtsbezirk Berschkallen (Birken) 1874–1945
Zum Amtsbezirk Berschkallen, der ab 1938 den Namen „Amtsbezirk Birken“ trug, gehörten ursprünglich elf Landgemeinden und ein Gutsbezirk:
| Name               | Namensänderung 1938–1946 | Russischer Name | Bemerkungen                                              |
| ------------------ | ------------------------ | --------------- | -------------------------------------------------------- |
| Gaidehlen          |                          |                 | 1929 in die Landgemeinde Trumplauken eingegliedert       |
| Groß Berschkallen  | Birken (Ostpr.)          | Gremjatschje    |                                                          |
| Grüneberg          |                          | Katschalowo     | 1929 in die Landgemeinde Groß Berschkallen eingegliedert |
| Klaukallen         | Timberquell              | Antropowo       |                                                          |
| Klein Berschkallen | Kleinbirken              | Kowylnoje       | 1939 in die Gemeinde Birken eingegliedert                |
| Lepalothen         |                          | Lopatino        | 1928 in die Landgemeinde Myrtenhof eingegliedert         |
| Löblauken          |                          | Lopatino        | 1928 in die Landgemeinde Myrtenhof eingegliedert         |
| Myrtenhof          |                          | Krylowo         | 1928 vom Gutsbezirk in eine Landgemeinde umgewandelt     |
| Paskirsnen         | Kirsnen                  | Wolgino         |                                                          |
| Snappen            | Schnappen                | Rodnikowo       | 1939 in die Gemeinde Birken eingegliedert                |
| Thieslauken        | Tiesfelde                | Krylowo         |                                                          |
| Trumplauken        | Trumplau                 | Prokofjewo      |                                                          |

Am 1. Januar 1945 bildeten lediglich noch sechs Gemeinden den Amtsbezirk Birken: Birken, Kirsnen, Myrtenhof, Tiesfelde, Timberquell und Trumplau.

### Gremjatschski selski Sowet 1947–1954
Der Dorfsowjet Gremjatschski selski Sowet (ru. Гремячский сельский Совет) wurde im Juni 1947 eingerichtet. Ihm gehörten (vermutlich) 23 Orte an, die bei der Auflösung dieses Dorfsowjets im Juni 1954 (offenbar) in den neu gebildeten Majowski selski Sowet gelangten.

## Kirche Berschkallen (Birken)

### Kirchengebäude
Von der bis 1945 als evangelisches Gotteshaus genutzten Kirche steht nur noch eine Ruine, erweitert um einen unansehnlichen Schuppen, auf vereinsamtem Platz, mannigfacher Fremdnutzung unterworfen. Ursprünglich handelte es sich hier um ein schlichtes rechteckiges Gebäude aus Feldsteinen, vor dem 1878 ein massiver Turm errichtet wurde. Anfang der 1890er Jahre begann man mit dem Bau eines neuen Kirchenschiffes, das 1892 fertiggestellt werden konnte.

### Kirchengemeinde
Die Gründung einer Kirchengemeinde in Groß Berschkallen erfolgte im Jahre 1736, zunächst als Filialgemeinde der Kirche Saalau. 1756 wurde eine eigene Pfarrstelle errichtet. Bis 1925 war die Gemeinde auf 4.150 Gemeindeglieder angewachsen. Mit ihrem weitflächigen Kirchspiel war sie in den Kirchenkreis Insterburg in der Kirchenprovinz Ostpreußen der Kirche der Altpreußischen Union eingegliedert.
Heute liegt Gremjatschje im Einzugsbereich der in den 1990er Jahren neu entstandenen evangelisch-lutherischen Gemeinde in Tschernjachowsk (Insterburg). Die Stadt ist jetzt Pfarrsitz der Kirchenregion Tschernjachowsk innerhalb der Propstei Kaliningrad der Evangelisch-lutherischen Kirche Europäisches Russland.

### Kirchspielorte (bis 1945)
Zum Kirchspiel Berschkallen (Birken) gehörten vor 1945 neben dem Kirchdorf 26 Orte, Ortschaften bzw. Wohnplätze (* = Schulorte):
| Name           | Namensänderung (1938–1946) | Russischer Name |  | Name             | Namensänderung (1938–1946) | Russischer Name |
| -------------- | -------------------------- | --------------- |  | ---------------- | -------------------------- | --------------- |
| Alischken      | Walddorf                   | Karpowo         |  | *Neu Lasdehnen   | Neuwalde                   | Petschjorskoje  |
| Burbeln        |                            | Kosmodemjanowo  |  | Padrojen         | Drojental                  | Gornostajewo    |
| Daupelken      | Seitenbach                 | Kasanzewo       |  | Paskirsnen       | Kirsnen                    | Wolgino         |
| Gaidehlen      |                            |                 |  | *Patimbern       | Birkenhorst (Ostpr.)       |                 |
| Gräwenswalde   |                            | Glasunowo       |  | *Pesseln         |                            |                 |
| Groß Lasdehnen | Streusiedel                |                 |  | *Pusberschkallen | Unterbirken                | Schtschedrino   |
| Groß Schunkern |                            | Ostrogorki      |  | Rauducken        |                            | Krasnoje        |
| Grüneberg      |                            | Katschalowo     |  | Snappen          | Schnappen                  | Rodnikowo       |
| Klaukallen     | Timberquell                | Antropowo       |  | *Sprakten        |                            | Malinowka       |
| Lepalothen     |                            | Lopatino        |  | *Thieslauken     | Tiesfelde                  | Krylowo         |
| Lindenbusch    |                            |                 |  | Triaken          | Tricken                    | Katschalowo     |
| Löblauken      |                            | Lopatino        |  | Trumplauken      | Trumplau                   | Prokofjewo      |
| Myrtenhof      |                            | Krylowo         |  | Wanniglauken     | Falkenreut                 |                 |

### Pfarrer (bis 1945)
An der Kirche Berschkallen (Birken) amtierten von der Errichtung der Pfarrstelle 1756 bis 1945 als evangelische Pfarrer:
| - Gottfried Tiedtke, 1756–1770 - Heinrich Gottlieb Schultz, 1771–1777 - Carl Leopold Rautenberg, 1777–1798 - Johann Simon Kanning, 1798–1803 - Carl Samuel Paarmann, 1804–1809 - Otto Ulrich Settegast, 1809–1824 - Friedrich Kalau, 1824–1829 - Johann Leopold Fleischmann, 1829–1840 - Heinrich Albert Schenck, 1840–1851 | - Carl Rudolf Jakoby, 1851–1860 - Otto Julius Constantin Hintz, 1860–1872 - Gottfried Hermann Marold, 1872–1885 - Franz Martin Neßlinger, 1886–1894 - Karl Louis Paul Gauer, 1895–1904 - Richard Rudolf R. Neumann, 1905–1924 - Max Schmidt, 1925–1933 - Hans Joachim Sulanke, 1934–1945 |

### Kirchenbücher
Die Kirchenbücher von Berschkallen (Birken), die den Krieg überdauert haben, werden im Staatsarchiv Leipzig verwahrt:
- Taufen: 1756 bis 1843, 1851 bis 1857 und 1860
- Trauungen: 1757 bis 1839, 1851 bis 1860
- Begräbnisse: 1799 bis 1825, 1833 bis 1839, 1849 bis 1860